# Emmanuel Berthot
Pour les articles homonymes, voir Berthot.
Emmanuel Berthot (connu également sous le nom de Manuel Alvarez), né le 25 décembre 1601 à Marboz, dans l’Ain (France) et décédé le 17 janvier 1687 à la mission de Santa Maria (Paraguay), est un prêtre jésuite français missionnaire dans les réductions du Paraguay.

## Biographie
Entré dans la Compagnie de Jésus le 2 mars 1620, Emmanuel fait son noviciat à Avignon. Il enseigne quelque temps (1624-1627) au collège de Lyon avant d’être envoyé dans la mission auprès des Guaranis, au Paraguay. Il arrive à Buenos Aires avec le groupe dirigé par Gaspar Sobrino, le 29 avril 1628 et commence immédiatement ses études de théologie à Cordoba de Tucumán où il est ordonné prêtre en 1631.
Pour son premier poste il se trouve à Candelaria au bord du fleuve Uruguay (dans l’actuelle Argentine). Lors l’une épidémie il y baptise 600 adultes ‘in articulo mortis’.   En 1632 il fonde, avec le père Louis Ernot la réduction Santo-Tomás sur les rives du fleuve Ibicuy (dans le Brésil actuel), première mission du groupe de missions dans la région. En alternance avec son confrère Louis Ernot il supervise également la mission voisine de San-José. De 1632 à 1639, en fait, il coordonne l’organisation du groupe de Réductions de la région qui se trouvent à quelques lieues les unes des autres: San-Miguel, San-Cosme, Santa-Ana et San-Cristóbal. 
Envoyé dans les missions ‘Itatines’, une région au nord de Asunción (Paraguay), il réorganise les missions San-Ignacio et Notre-Dame-de-la-Foi avec ceux qui fuient les Bandeirantes’ portugais mais de nouveaux raids les forcent à migrer davantage vers le sud.
Peu après, l'évêque franciscain d'Asunción, Bernardino de Cárdenas Ponce, contraint les jésuites à livrer les Réductions au clergé diocésain (1649). La crise s’aggrave, Mgr Cardenas, continuant à alléguer que les réductions jésuites envoient de l'or en Europe, les jésuites non-espagnols sont contraints en 1652, de quitter les missions. Cet ordre concerne cinq jésuites dont Emmanuel Berthot qui se retrouve dans la capitale, Asunción, comme professeur de la classe de grammaire au collège. 
Finalement expulsé du diocèse avec tous ses confrères jésuites Berthot se retrouve à Santa-Fe, Cordoba et Rioja. Dans une lettre écrite de Santa-Fe (10 mai 1656) envoyée au Supérieur général Berthot se plaint de la 'vie de chartreux' qui est celle d’une institution scolaire et demande au père Goswin Nickel d'être envoyé en Chine ou en Nouvelle-France, « puisqu’il pourrait être encore actif une vingtaine d’années, qu’il a de l’expérience missionnaire auprès des infidèles et pourrait même leur enseigner quelque instrument de musique ». Il écrit dans le même but à  son frère Blas, secrétaire du Roi de France. 
Emmanuel Berthot n’obtient pas de réponse favorable, mais il est autorisé à retourner dans les missions guaranis en 1671, alors qu’il est déjà âgé de 70 ans. Il réside à Santo-Tomás jusqu’en 1674 puis passe à Santa-Maria où il meurt le 17 janvier 1687.